# Balkanpokal
Der Balkanpokal (offiziell auf französisch Coupe Balkanique de Football; in der englischsprachigen Literatur auch Balkan Club Cup genannt) war ein europäischer Fußballwettbewerb für Vereinsmannschaften aus südosteuropäischen Ländern wie Albanien, Bulgarien, Griechenland, Jugoslawien, Rumänien und der Türkei. Der Fußballwettbewerb wurde von 1961 bis 1994 insgesamt 28-mal ausgetragen.

## Geschichte

### Idee und Entstehung
Nur nationale Meister konnten am Europapokal der Landesmeister teilnehmen und albanische Vereinsmannschaften waren erst ab der Saison 1962/63 zugelassen. Es gab weitere europäische internationale Fußballwettbewerbe, wie den neueingeführten Europapokal der Pokalsieger für ausschließlich nationale Pokalsieger beziehungsweise auch für unterlegene Pokalfinalisten und Vizemeister. In deren Premierensaison 1960/61 war aus den Balkanländern nur der jugoslawische Fußballpokalsieger akzeptiert, wobei teilweise andere Balkanländer auch nationale Pokalsieger für den Pokalsieger-Fußballwettbewerb hätten melden können. Außerdem waren für einen anderen innereuropäischen internationalen Fußballwettbewerb Messestädte-Pokal in den 1950er- und Anfang der 1960er-Jahre vom Balkan ebenfalls nur Mannschaften aus Jugoslawien eingeladen, wobei in der Zeit des Messestädte-Pokals teilweise keine Vereinsmannschaften teilnahmen, sondern Fußball-Stadtauswahlen nur aus Handelsstädten. Des Weiteren bat unter anderem der rumänische Fußball beim 1955 eingeführten Mitropacup teilzunehmen, wofür wieder nur jugoslawische Vereinsmannschaften berücksichgt wurden; außer bei der inoffiziellen Auflage 1958, der als Donaupokal ausgespielt wurde, dort nahmen auch bulgarische und rumänische Vereinsmannschaften teil, danach nie wieder.
Nach dem 1949 der Balkan-Cup für Nationalmannschaften aufgegeben wurde und in den 1950er Jahren immer mehr innereuropäische Fußballwettbewerbe für Vereinsmannschaften entstanden, kam der bulgarische Fußballverband 1958 auf die Idee den Balkan-Cup zu reaktivieren, aber diesmal umgewandelt für Vereinsmannschaften. Die Idee wurde von der Türkischen Fußball Föderation (TFF) inständig unterstützt und leistete 1960 Überzeugungsarbeit bei anderen wichtigen Funktionären der südosteuropäischen Ländern Jugoslawien, Albanien, Griechenland und Rumänien. Daraufhin wurde der Balkanpokal für Vereinsmannschaften nach den stellenweisen Ausgrenzungen der Länder der Balkanhalbinsel beziehungsweise Südosteuropas und seiner Vereinsmannschaften zwischen den 1950er- und den beginnenden 1960er-Jahren in den europäischen Fußballwettbewerben einen eigenen innereuropäischen Fußballwettbewerb ins Leben gerufen, womit auch endgültig sich der türkische Fußball explizit in die europäische Fußballgemeinschaft integrieren wollte. Später wurde der TFF-Vorstandsmitglied Faruk Ilgiz zum Sekretär des Organisationskomitees des Balkanpokals ernannt und trug zur Entwicklung des Fußballwettbewerbs bei.

### Anfänge und beliebter Wettbewerb
Anfänglich konnten sich für diesen Fußballwettbewerb primär nur die Vizemeister der Nationalmeisterschaften der Balkanländer qualifizieren; im Laufe der Zeit wurden für spätere Saisons die Qualifikationsbedingungen gelockert, es waren weiterhin nur Erstligisten zugelassen beziehungsweise teils auch der Titelverteidiger. Die erste Saison wurde in der Form „Jeder-gegen-jeden-Turnier“ ausgetragen. Es startete im Januar 1961 mit der Begegnung zwischen Fenerbahçe Istanbul und Lewski Sofia; das Spiel endete mit einem torlosen Remis. Im November 1961 endete die Premierensaison; am Saisonende wurde die rumänische Vereinsmannschaft Steagul Roșu Brașov der erste Balkanpokal-Wettbewerbsieger.
In den Folgesaisons der 1960er-Jahre wurde der Balkanpokal mit einer Gruppenphase ausgespielt und die jeweiligen Gruppensieger trafen sich auf ein Final-Hinspiel und -Rückspiel. Des Weiteren war der Balkanpokal in den 1960er-Jahren innerhalb Südosteuropas gemäß Rec.Sport.Soccer Statistics Foundation sehr beliebt und es kamen bis zu 50.000 Zuschauer für eine Final-Spielbegegnung. Es war nach dem Europapokal der Landesmeister der zweitwichtigste europäische Fußballwettbewerb innerhalb Südosteuropas in den 1960er-Jahren, noch vor dem UEFA-Europapokal-der-Pokalsieger. Zum Beispiel verzichtete Olympiakos Piräus auf seine Teilnahme am Europapokal der Pokalsieger 1962/63 und nahm als griechischer Vizemeister am Balkanpokal 1961/63 teil. Als weiteres Beispiel verzichtete Spartak Sofia auf seine Teilnahme am Europapokal der Pokalsieger 1968/69 nach beugenden UEFA-Reglementänderungen zugunsten der Bedürfnisse der westeuropäischen Fußballverbände nach diskriminierender Einteilung in West und Ost(blockstaaten). Daraufhin fokussierte sich Spartak Sofia international auf die Finalspiele 1968 des Balkanpokals im Herbst 1968. Beide Vereinsmannschaften erreichten jeweils das Balkanpokal-Finale.

### Stagnation, Reformierungen und Wettbewerbsende
Nachdem die Union Europäischer Fußballverbände (UEFA) zur Saison 1971/72 den UEFA-Pokal-Wettbewerb mit 64 Teilnehmern einführte, konnten sich Vereinsmannschaften Südosteuropas als nicht nationale Meister bzw. nicht nationale Pokalsieger/-finalteilnehmer einfacher für einen UEFA-Wettbewerb qualifizieren. Damit verlor der Balkanpokal innerhalb Südosteuropas an Potenzial und Bedeutung. Der Balkanpokal fiel bis 1983/84 auf drei aktive Teilnehmer ab und erreichte damit das niedrigste Teilnehmerfeld seiner Wettbewerbshistorie. Obwohl das Teilnehmerfeld für sechs Vereinsmannschaften geplant war und in zwei Gruppen aufgeteilt werden sollte, wurden keine Vereinsmannschaften aus Albanien, Griechenland und Jugoslawien angemeldet. Für die nächsten zwei Folgesaisons wurde das Wettbewerbformat erstmals in ein reines K.-o.-System mit Hin- und Rückspielen reformiert.
Zur Saison 1987/88 reformierte man erneut das Wettbewerbformat und erhöhte einmalig das Teilnehmerfeld auf zehn Vereinsmannschaften und wieder zu einer Gruppenphase mit einer darauffolgenden K.-o.-Runde. Der Balkanpokal kehrte zur Saison 1991/92 erneut in ein reines K.-o.-System-Spielformat mit Hin- und Rückspielen zurück. Des Weiteren im Anfang der 1990er-Jahre qualifizierten sich mittlerweile auch Zweitligisten, womit der Balkanpokal weiter an Bedeutung verlor. Zur Saison 1994/95 erhöhte die UEFA die Teilnehmerzahl des UEFA-Pokals auf über 90 Teilnehmer, wodurch der Balkanpokal nach der absolvierten Saison 1993/94 zum letzten Male ausgespielt wurde. Des Weiteren wurde ein weiterer Konkurrenzwettbewerb Intertoto Cup reformiert und die Organisation davon übernahm die UEFA und erhöhte dort die Teilnehmeranzahl auf 60 Mannschaften, womit mehr Vereinsmannschaften aus dem Balkan teilnahmen. Daraufhin entschieden die Funktionäre der Fußballverbände des Balkans den Balkanpokal für Vereinsmannschaften endgültig einzustellen.

## Teilnehmer
Startberechtigte historische Erstteilnehmer waren 1961 folgende Vereinsmannschaften für die Balkanpokal-Premierensaison:
- Partizani Tirana, als Vizemeister der albanischen Kategoria e Parë 1960
- Lewski Sofia, als Vizemeister der bulgarischen A Grupa 1959/60
- AEK Athen, als Vizemeister der griechischen Alpha Ethniki 1959/60
- Steagul Roșu Brașov, als Vizemeister der rumänischen Divizia A 1959/60
- Fenerbahçe Istanbul, als Vizemeister der türkischen Millî Lig 1959/60
- NK Dinamo Zagreb, als Vizemeister der jugoslawischen Prva Liga 1959/60 – waren zugleich jugoslawischer Pokalsieger 1959/60, deswegen verzichteten sie auf ihre Teilnahme und nahmen als Pokalsieger am Europapokal der Pokalsieger 1960/61 teil,[1] der damals noch nicht von der UEFA organisiert wurde.

Der Rekordteilnehmer dieses Fußballwettbewerbs war die bulgarische Vereinsmannschaft Beroe Stara Sagora mit sieben Teilnahmen.

### Endspiele und Sieger

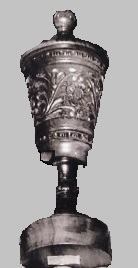
Balkanpokal (1968)

| Jahr    | Sieger                                                                               | Ergebnisse                                                                           | Finalist                                                                             |
| ------- | ------------------------------------------------------------------------------------ | ------------------------------------------------------------------------------------ | ------------------------------------------------------------------------------------ |
| 1961    | Steagul Roșu Brașov                                                                  | 13:8 Punkte (Ligasystem)                                                             | Lewski Sofia                                                                         |
| 1961/63 | Olympiakos Piräus                                                                    | 1:0 / 0:1 / 1:0                                                                      | Lewski Sofia                                                                         |
| 1963/64 | Rapid Bukarest                                                                       | 1:1 / 2:0                                                                            | Spartak Plowdiw                                                                      |
| 1964/66 | Rapid Bukarest                                                                       | 3:0 / 3:3                                                                            | Farul Constanța                                                                      |
| 1966/67 | Fenerbahçe Istanbul                                                                  | 1:2 / 1:0 / 3:1                                                                      | AEK Athen                                                                            |
| 1967/68 | Beroe Stara Sagora                                                                   | 3:0 / 3:4                                                                            | Spartak Sofia                                                                        |
| 1969    | Beroe Stara Sagora                                                                   | 1:0 / 3:0 (Dinamo zog zurück)                                                        | KS Dinamo Tirana                                                                     |
| 1970    | FK Partizani Tirana                                                                  | 1:1 / 3:0 (Beroe zog zurück)                                                         | Beroe Stara Sagora                                                                   |
| 1971    | Panionios Athen                                                                      | 1:0 / 2:1                                                                            | KS Besa Kavaja                                                                       |
| 1972    | Trakia Plowdiw                                                                       | 5:0 / 0:4                                                                            | Vardar Skopje                                                                        |
| 1973    | Lokomotive Sofia                                                                     | 1:1 / 2:0                                                                            | AS Armata Târgu Mureș                                                                |
| 1974    | Akademik Sofia                                                                       | 2:1 / 0:0                                                                            | Vardar Skopje                                                                        |
| 1975    | Radnički Niš                                                                         | 1:0 / 2:1                                                                            | Eskişehirspor                                                                        |
| 1976    | Dinamo Zagreb                                                                        | 3:1 / 2:3                                                                            | Sportul Studențesc                                                                   |
| 1977    | Panathinaikos Athen                                                                  | 0:0 / 2:1                                                                            | Slawia Sofia                                                                         |
| 1978    | HNK Rijeka                                                                           | 0:1 / 4:1                                                                            | Jiul Petroșani                                                                       |
| 1979    | Sportul Studențesc                                                                   | 2:0 / 1:1                                                                            | HNK Rijeka                                                                           |
| 1980    | FK Velež Mostar                                                                      | 6:5 / 6:2                                                                            | Trakia Plowdiw                                                                       |
| 1981/83 | Beroe Stara Sagora                                                                   | 3:0 / 3:1                                                                            | KF Tirana                                                                            |
| 1983/84 | Beroe Stara Sagora                                                                   | 6:4 Punkte (Ligasystem)                                                              | FC Argeș Pitești                                                                     |
| 1984/85 | Iraklis                                                                              | 4:1 / 1:3                                                                            | FC Argeș Pitești                                                                     |
| 1986    | Slawia Sofia                                                                         | 3:0 / 2:3                                                                            | Panionios Athen                                                                      |
| 1987/88 | Slawia Sofia                                                                         | 5:1 / 1:0                                                                            | FC Argeș Pitești                                                                     |
| 1988/89 | OFI Kreta                                                                            | 3:1                                                                                  | Radnički Niš                                                                         |
| 1989/90 | Der Balkanpokal wurde aufgrund der rumänischen Revolution von 1989 nicht ausgetragen | Der Balkanpokal wurde aufgrund der rumänischen Revolution von 1989 nicht ausgetragen | Der Balkanpokal wurde aufgrund der rumänischen Revolution von 1989 nicht ausgetragen |
| 1990/91 | FC Inter Sibiu                                                                       | 0:0 n. V. / 1:0 (WS)                                                                 | FK Budućnost Podgorica                                                               |
| 1991/92 | Sarıyer SK                                                                           | 0:0 n. V. / 1:0 (WS)                                                                 | Oțelul Galați                                                                        |
| 1992/93 | Edessaikos FC                                                                        | 0:1 / 3:1                                                                            | FK Etar Weliko Tarnowo                                                               |
| 1993/94 | Samsunspor                                                                           | 3:0 / 2:0                                                                            | PAS Ioannina                                                                         |

### Ranglisten
| Rang | Klub                 | Siege | Jahr(e)                |
| ---- | -------------------- | ----- | ---------------------- |
| 1.   | Beroe Stara Sagora   | 4     | 1968, 1969, 1983, 1984 |
| 2.   | Rapid Bukarest       | 2     | 1964, 1966             |
| 2.   | Slawia Sofia         | 2     | 1986, 1988             |
| 4.   | Steagul Roșu Brașov  | 1     | 1961                   |
| 4.   | Olympiakos Piräus    | 1     | 1963                   |
| 4.   | Fenerbahçe Istanbul  | 1     | 1967                   |
| 4.   | FK Partizani Tirana  | 1     | 1970                   |
| 4.   | Panionios Athen      | 1     | 1971                   |
| 4.   | Botew Plowdiw        | 1     | 1972                   |
| 4.   | Lokomotive Sofia     | 1     | 1973                   |
| 4.   | Akademik Sofia       | 1     | 1974                   |
| 4.   | Radnički Niš         | 1     | 1975                   |
| 4.   | Dinamo Zagreb        | 1     | 1976                   |
| 4.   | Panathinaikos Athen  | 1     | 1977                   |
| 4.   | HNK Rijeka           | 1     | 1978                   |
| 4.   | Sportul Studențesc   | 1     | 1979                   |
| 4.   | FK Velež Mostar      | 1     | 1980                   |
| 4.   | Iraklis Thessaloniki | 1     | 1985                   |
| 4.   | OFI Kreta            | 1     | 1989                   |
| 4.   | FC Inter Sibiu       | 1     | 1991                   |
| 4.   | Sarıyer SK           | 1     | 1992                   |
| 4.   | Edessaikos FC        | 1     | 1993                   |
| 4.   | Samsunspor           | 1     | 1994                   |

| Rang | Land         | Siege |
| ---- | ------------ | ----- |
| 1.   | Bulgarien    | 9     |
| 2.   | Griechenland | 6     |
| 3.   | Rumänien     | 5     |
| 4.   | Jugoslawien  | 4     |
| 5.   | Türkei       | 3     |
| 6.   | Albanien     | 1     |

## Trivia
- Im Mai 1968 gewann die türkische Vereinsmannschaft Fenerbahçe Istanbul das Final-Entscheidungsspiel der Saison 1966/67, womit sie als erste türkische Vereinsmannschaft einen europäischen Titel errang und damit in die türkische Fußballgeschichte eingingen.[11]
- Beroe Stara Sagora nahm am Balkanpokal 1981/83 teil und stieg während dieser Zeit als Meisterschaftsvorletzter der bulgarischen A Grupa der Saison 1981/82 in die zweitklassige B Grupa ab. Im weiteren Verlauf der Balkanpokal-Saison erreichte Beroe Stara Sagora das Finale und gewann dieses als bulgarischer Zweitligist im Februar 1983.[9]
- Galatasaray Istanbul war die unsportlichste Mannschaft des Wettbewerbs bei sieben vorgesehenen Teilnahmen (Saison: 1961/63, 1978, 1979, 1981/83, 1983/84, 1984/85, 1990/91), trat sie bei den Saisons 1978 und 1979 gar nicht an und in den Saisons 1961/63 und 1981/83 brachen sie in der laufenden Gruppenphase ihre Teilnahme, nach dem ein Weiterkommen als Gruppensieger unerreichbar war, vorzeitig ab.[2][9][12]